# WTO Analytical Index
Der WTO Analytical Index ist eine Buchreihe der Welthandelsorganisation. Diese beschäftigt sich mit den verschiedenen Abkommen des Welthandelsrechts. Diese Erläuterung geschieht anhand der Besprechung von Fallrecht von WTO Panels und WTO Appellate Body. Es gibt dabei in jeder Edition jeweils ein Buch, bzw. Ausgabe, zu jedem Abkommen.

## Inhalte
Der Analytical Index bespricht einzeln jeden Artikel der Abkommen. Die Buchreihe bespricht zu den einzelnen Artikeln WTO Panels, Appellate Body sowie weiterer Organe und Räte. Die Reihe ist unterteilt in die Abteilungen Jurisprudence, die sich auf die Auswertung von Entscheidungen der gerichtlichen Instanzen konzentriert und Practice, die sich auf die Auswertung anderer WTO Organe konzentriert. Dabei soll der Analytical Index eine Hilfe zur Interpretation und Anwendung des WTO-Rechts leisten.
Es gibt Ausgaben zu dem Marrakesch-Abkommen sowie allen weiteren Abkommen der Welthandelsrechts, die Teil des Anhangs des Marrakesch-Abkommen sind.
Der WTO Analytical Index knüpft dabei strukturell an den GATT Analytical Index an, der im Rahmen des Allgemeinen Zoll- und Handelsabkommens bestand.

## Herausgabe
Die Buchreihe wird von der Legal Affairs Division der WTO erarbeitet. Der Analytical Index wurde zum ersten Mal im Jahre 2003 herausgegeben.
Die Reihe wurde  im Cambridge University Press herausgegeben bis der 3. Edition 2012. Seit 2018 wird die Reihe elektronisch herausgegeben.